# Thamniopsis gradsteinii
Thamniopsis gradsteinii là một loài rêu trong họ Pilotrichaceae. Loài này được J. Florsch. mô tả khoa học đầu tiên năm 2011.